# Alain Passard
Alain Passard (nascido em 4 de agosto de 1956 em La Guerche-de-Bretagne, França) é um chef francês e proprietário do restaurante L'Arpège, com três estrelas Michelin, em Paris.
Filho de músicos, Passard toca saxofone.

## História e mentores
Alain Passard começou sua carreira no Le Lion d'Or em Liffré de 1971 a 1975 sob o comando do chef bretão  com estrela Michelin Michel Kéréver.  Lá, ele foi exposto aos fundamentos da cozinha clássica. No ano seguinte, de 1975 a 1976, Passard entrou em La Chaumière sob o comando do tripla estrela Michelin Gaston Boyer.  Em 1977, Passard trabalhou como membro de uma pequena equipe de cozinha do L'Archestrate, liderada por Alain Senderens.  Em 1980, no Le Duc d'Enghien no Enghien Casino, Passard recebeu duas estrelas Michelin aos 26 anos. No Carlton de Bruxelas em 1984, ele também recebeu duas estrelas Michelin. 

## L'Arpège
Passard comprou L'Archestrate, localizado na esquina da rue de Varenne e rue de Bourgogne, de seu mentor, Alain Senderens, em 1986. 
Ele rebatizou-o de L'Arpège, em homenagem ao seu amor pela música, e deu-lhe um interior em estilo Art Déco. Ganhou uma estrela no Guia Michelin em seu primeiro ano e uma segunda logo depois. Ganhou três estrelas Michelin em 1996, que mantém desde então.   Em 2010, foi premiado com um "pépite" durante a cerimônia dos Globos de Cristal, em homenagem ao seu envolvimento na promoção da cultura francesa.

## Cultivo de hortaliças
Em 2001, Passard deixou de cozinhar carne e introduziu pela primeira vez em um restaurante três estrelas, pelo menos na França, cardápios que colocariam os vegetais no centro, banindo efetivamente a carne de seu restaurante. Mais tarde, ele reintroduziu carne e peixe, mas em doses menores. 